# Shawn Spears
Ronald William Arneill (né le 19 février 1981 à Saint Catharines) est un catcheur (lutteur professionnel) canadien. Il travaille actuellement à la World Wrestling Entertainment, dans la division NXT, sous le nom de Shawn Spears.
Auparavant, Arneill a travaillé dans le circuit indépendant sous le même nom et a également travaillé avec la WWE entre 2006 et 2008 sous le nom de Gavin Spears, puis sous le nom de Tye Dillinger.

## Jeunesse
Arneill est fan de catch notamment de Mr. Perfect, Rick Martel et Rick Rude. 

## Carrière de catcheur

### Débuts (2002
Arneill s'entraîne pour devenir catcheur à la WrestlePlex academy auprès d'Eric Young, Derek Wylde et Cody Deaner. Il commence sa carrière de catcheur en 2002 et lutte principalement au Canada sous le nom de Shawn Spears. 

### World Wrestling Entertainment (2006-2009)

#### Ohio Valley Wrestling (2006-2007)

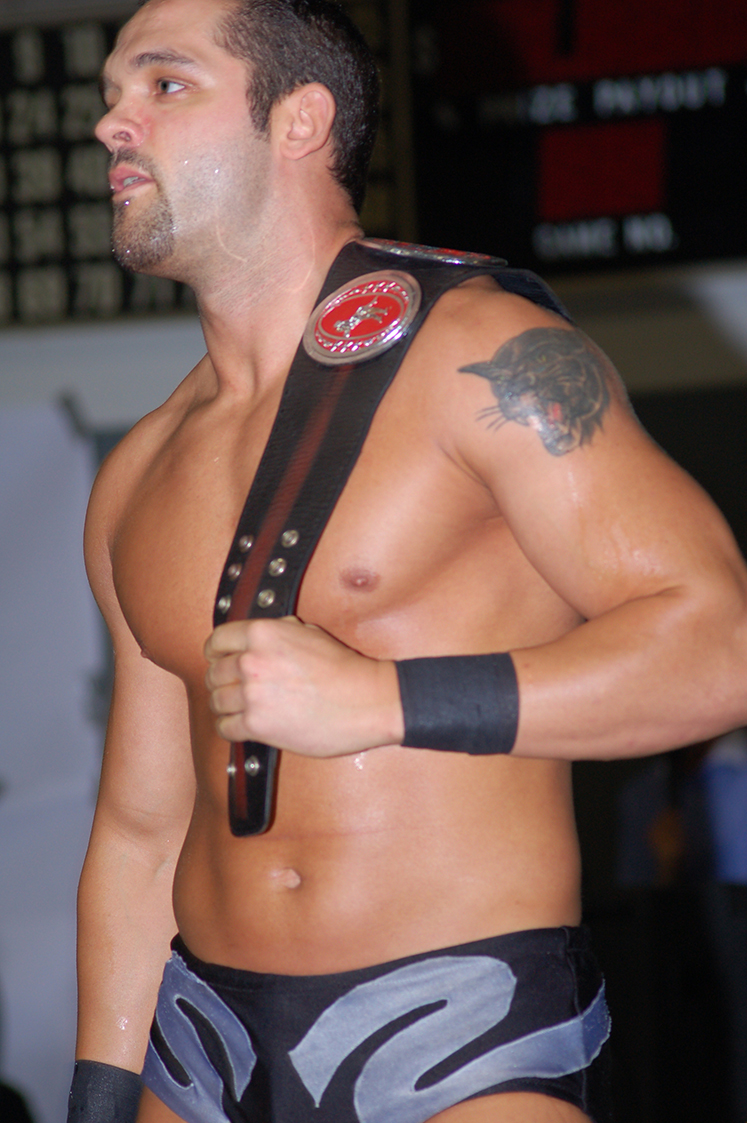
Shawn Spears en 2007.

En 2006, Spears envoie des vidéos de ses combats à la World Wrestling Entertainment (WWE). Il obtient un essai qui aboutit à la signature d'un contrat.
Il rejoint l'Ohio Valley Wrestling (OVW), le club-école de la WWE, et apparait pour la première fois dans cette fédération le 3 juin,. Ce jour-là, il bat Simon Dean (en). Il fait équipe avec Cody Runnels avec qui il devient champion par équipes du Sud de l'OVW durant l'enregistrement de l'émission du 21 octobre après leur victoire face à Deuce et Domino. Deuce et Domino obtiennent un match revanche le 11 novembre où ils mettent en jeu les services de leur valet Cherry. Spears et Runnels conservent leurs titres et obtiennent les services de Cherry. Les titres sont rendus vacant le 5 décembre 2006 après qu'un match entre Runnels et Spears contre Deuce et Domino se soit terminé en match nul. 
Spears et Runnels récupèrent les titres en battant Deuce et Domino le 13 décembre 2006. 
Ils perdent leurs titres le 16 avril 2007 contre Justin LaRouche et Charles Evans. 

#### ECW (2008-2009)
Le 19 août 2008, Spears fait ses débuts à la ECW en perdant face à Ricky Ortiz. Après cela, il oscille entre la FCW et la ECW.
Il est libéré de son contrat le 19 janvier 2009, après seulement 3 matchs au sein de la ECW.

### Circuit indépendant (2009-2013)
Le 27 mai 2009, il perd lors d'un dark match face à Elijah Burke à TNA Impact!. Le 12 juin, il lutte à la Ring Of Honor en battant Alex Payne. 
Le 15 août 2009, il fait équipe avec Idol Stevens et remportent les WWC World Tag Team Championship. Ils perdent leurs titres le 31 octobre.

### Retour à la World Wrestling Entertainment (2013-2019)
Le 15 septembre 2013, The Wrestling Observer confirme que la WWE a re-signé Spears à NXT.

#### WWE NXT (2013-2017)
En 2013, Arneill fait ses débuts à NXT sous le nom de Tye Dillinger. Entre 2014 et 2015, il fait équipe avec Jason Jordan.
Il fait ses débuts sous un nouveau gimmick, "The Perfect 10" le 12 août 2015 en battant Solomon Crowe. Lors de NXT Takeover: Brooklyn, il perd contre Apollo Crews. 
Lors de NXT TakeOver : San Antonio, il perd face à Eric Young à la suite d'une distraction de Alexander Wolfe et Killian Dain.
Lors du Royal Rumble 2017, il entrera en 10e position et se fera éliminer par Braun Strowman.
Lors de NXT TakeOver : Orlando, il perd au cours d'un 8 mixed tag team match avec Roderick Strong, Kassuis Ohno (qui remplaça No Way Jose qui fut attaqué par Eric Young lors d'un live event) et Ruby Riot contre SAniTy (Killian Dain, Alexander Wolfe, Eric Young et Nikki Cross).

#### SmackDown Live et départ (2017-2019)
Le 4 avril à SmackDown, il fait ses débuts dans le roster principal en battant Curt Hawkins.
Lors de Backlash, il bat Aiden English. Lors de Battleground, il perd face à Aiden English. 
Par la suite, Daniel Bryan l'ajoute à la dernière minute au match de championnat à Hell In A Cell. Il subit le tombé par Baron Corbin qui devient champion des États-Unis.
Lors du kick-off de Fastlane (2018), il fait équipe avec Breezango  pour battre Mojo Rawley; Chad Gable & Shelton Benjamin.
Lors de WrestleMania 34, il perd la bataille royale en mémoire d'Andre The Giant au profit de Matt Hardy en se faisant éliminer par ce dernier. 
Lors du WWE Greatest Royal Rumble, il entre en 42e position dans le Royal Rumble match mais se fait éliminer par Braun Strowman.
En février 2019, il annonce avoir demandé sa libération de contrat avec la WWE. Le 22 février, la WWE annonce avoir libéré Dillinger de son contrat.

### All Elite Wrestling  (2019-2023)
Le 23 mai 2019 lors du premier PPV inaugural de la All Elite Wrestling : Double or Nothing, il fait ses débuts, en tant que Heel, en participant au 21-Man Casino Battle Royale, mais se fait éliminer par Dustin Thomas. Le 12 juin, il signe officiellement avec la compagnie.  
Le 13 juillet à Fight for the Fallen, MJF, Sammy Guevara et lui battent Joey Janela, Jimmy Havoc et Darby Allin dans un 6-Man Tag Team Match. Le 31 août à All Out, il perd face à Cody.
Le 9 octobre à Dynamite, il dispute son premier match dans le show, mais perd face à Jon Moxley. Le 9 novembre à Full Gear, avec l'aide de son manager Tully Blanchard, il bat Joey Janela.
Le 23 mai 2020 à Double or Nothing, il perd face à Dustin Rhodes.

#### The Pinnacle et départ (2021-2023)
Le 10 mars 2021 à Dynamite, MJF s'allie officiellement avec FTR, Wardlow, Tully Blanchard et lui, formant un clan appelé The Pinnacle, après avoir été renvoyé du Inner Circle. Les cinq hommes tabassent leurs cinq opposants. Le 31 mars à Dynamite, le clan se fait, à son tour, tabasser par le clan rival.
Le 5 mai à Dynamite : Bloods & Guts, le Pinnacle bat l'Inner Circle dans un Bloods & Guts Match par capitulation. Le 30 mai à Double or Nothing, le clan perd le match revanche face au clan rival dans un Stadium Stampede Match.
Le 25 mai 2022 à Dynamite, il perd face à Wardlow dans un Steel Cage match, avec MJF comme arbitre spécial du match.
Le 12 octobre à Dynamite, il fait son retour après cinq mois d'absence, en tant que Face, et rejoint FTR, Samoa Joe et Wardlow pour confronter Embassy, le clan de Prince Nana.
Le 3 septembre 2023 à All Out, il ne remporte pas la 20-Man Over Budget Battle Royal, gagnée par "Hangman" Adam Page. 
Le 28 décembre, il quitte officiellement la compagnie.

### Second retour à la World Wrestling Entertainment (2024-...)
Le 27 février 2024, il fait son retour à la World Wrestling Entertainment à NXT en tant que Heel, où il attaque Ridge Holland avec une chaise.

## Palmarès
- Adrenaline Live Wrestling
  - 1 fois Georgian Bay Heavyweight Champion

- American Combat Wrestling
  - 1 fois ACW Heavyweight Champion

- Canadian Independent Wrestling Alliance
  - 1 fois CIWA Heavyweight Champion

- Florida Championship Wrestling
  - 1 fois FCW Florida Tag Team Champion avec Nick Nemeth[26]

- Florida Underground Wrestling
  - 1 fois FUW Tag Team Champion avec Kenny Kendrick

- Ground Breaking Pro Wrestling
  - 1 fois GBPW Champion

- Great Lakes Championship Wrestling
  - 1 fois GLCW Tag Team Champion avec Flex Falcone

- Neo Spirit Pro Wrestling
  - 1 fois NSPW Tag Team Champion avec J.T.

- Ohio Valley Wrestling (OVW)
  - 3 fois OVW Television Champion
  - 3 fois OVW Southern Tag Team Champion avec Cody Runnels (2) et Colt Cabana (1)

- Pure Wrestling Association
  - 1 fois PWA Pure Wrestling Champion

- Tri-City Wrestling
  - 1 fois TCW Heavyweight Champion

- World Wrestling Council
  - 1 fois WWC World Tag Team Champion avec Idol Stevens

## Vie privée
Il est actuellement en couple et marié avec la catcheuse australienne, Peyton Royce. 
Le 3 août 2022, son épouse annonce, sur les réseaux sociaux, être enceinte de leur premier enfant.
Le 17 janvier 2023, ils sont officiellement parents d'un petit garçon : Austin Jay.

## Récompenses des magazines
- Pro Wrestling Illustrated

| Année | 2007 | 2008 | 2009 | 2010 | 2011 | 2012 | 2013 | 2014 | 2015 | 2016 | 2017 | 2018 | 2019 | 2020 | 2021 | 2022 | 2023       | 2024 |
| ----- | ---- | ---- | ---- | ---- | ---- | ---- | ---- | ---- | ---- | ---- | ---- | ---- | ---- | ---- | ---- | ---- | ---------- | ---- |
| Rang  | 160  | 171  | 200  | 221  | 261  | 180  | 202  | 272  | 328  | 206  | 114  | 149  | 233  | 144  | 270  | 193  | Non classé | 416  |